# Игнащенко, Анатолий Фёдорович
Анато́лий Фёдорович Игна́щенко (28 января 1930, c. Захаровцы — 5 апреля 2011, Киев) — советский и украинский архитектор, почётный член Национальной академии искусств Украины и Академии архитектуры УССР, автор более 200 монументальных произведений. Народный художник Украины (2010).

## Биография
Анатолий Фёдорович Игнащенко родился 28 января 1930 года в селе Захаровцы (ныне Хмельницкий район, Украина).
В 1953 году окончил архитектурный факультет КИСИ — был учеником И. Ю. Каракиса.

В 1953—1960 годах работал в проектном институте «Укргипрошахт».

В 1963—1964 годах работал архитектором научно-исследовательского института экспериментального проектирования и архитектором «УкрНИИпроект».

В 1964—1966 годах работал главным архитектором проектного института «УкрНДИПмистобудування».

В 1966—1969 годах был экспертом художественно-экспертной коллегии МК УССР.

В 1969—1976 годах был архитектором художественного фонда СХ УССР.

В 1976—1990 годах работал на должности архитектора-художник объединения «Художник» художественного фонда УССР.
А. Ф. Игнащенко скончался 5 апреля 2011 года. Похоронен в Киеве на Байковом кладбище.

## Избранные работы
Сооружения:
- станция метро «Днепр»;
- монумент чекистам, 1967, Киев;
- мемориал «Бабий Яр» (Киев);
- интерьер и дизайн Киевского филиала Центрального музея имени В. Ленина (Киев);
- дом-музей Н. А. Островского в Шепетовке.

Памятники:
- Лесе Украинке (Киев; Саскатун, Канада);
- Памятник Лесе Украинке, Ялта (скульптор Г. Н. Кальченко, архитектор А. Ф. Игнащенко)  Объект культурного наследия народов РФ регионального значения. Рег. № 911710906400005 (ЕГРОКН)
- И. С. Козловскому (Марьяновка, Киевская область);
- И. П. Котляревскому (Киев);
- А. П. Довженко (Сосница);
- М. С. Березовскому и Д. С. Бортнянскому (Глухов);
- С. С. Гулаку-Артемовскому (Городище);
- В. В. Порику (Энен-Бомон, Франция);
- И. Я. Франко (Виннипег, Канада);
- Т. Г. Шевченко (Париж, Нью-Йорк, Ашхабад, Белый Бор, Польша); (Киев, ул. Михаила Грушевского, 5а);
- А. С. Пушкину (Нью-Йорк);
- М. К. Заньковецкой (Киев, ул. Михаила Грушевского, 5а);
- В. И. Вернадскому (Киев);
- У. Уитмену (Нью-Йорк).

## Награды и премии
- Золотая медаль имени М. Б. Грекова (1969);
- Серебряная медаль имени М. Б. Грекова (1970);
- Государственная премия УССР имени Т. Г. Шевченко (1974) — за памятник Лесе Украинке в Киеве;
- премия Ленинского комсомола (1980) — за архитектуру и мемориально-художественное оформление дома-музея Н. А. Островского в Шепетовке Хмельницкой области УССР;
- орден «Знак Почёта» (1982);
- орден князя Ярослава Мудрого V степени (2006);
- народный художник Украины (2010);
- заслуженный деятель искусств Украины (2000).

## Интересные факты
- Проект музея Николая Островского в Шепетовке вошёл в десятку лучших дизайнерских работ мира[1]

## Публикации
- В Италии под эгидой Ватикана издан каталог проектов А. Игнащенко.